# 山口頼房
山口 頼房（やまぐち よりふさ、1960年または1961年 - 2020年（令和2年）4月11日）は、日本のアニメーション演出家、アニメーション監督。中央大学出身。別名義に山口 よりふさ、みなみ はるか。
2020年4月11日、脳出血からの心筋梗塞のため死去。59歳没。なお、葬儀は近親者のみで行われた。

## 人物
ラブコメからアクションものまで、幅広いジャンルのアニメ作品で演出を務める。監督作は主にスタジオ雲雀作品で、コミカルな子供向けアニメを得意としている。また、監督を務める際には音響監督として千葉繁を起用する場合が多く、自身のコミカルな演出に拍車がかかっている。

## 参加作品

### 監督
- リトルツインズ ぼくらの夏が飛んでいく（1992年）
- 聖ミカエラ学園漂流記II（1994年）
- 銀河お嬢様伝説ユナ〜哀しみのセイレーン〜（1995年）
- うちゅう人 田中太郎（2000年）
- 探偵少年カゲマン（2001年）
- 劇場版サルゲッチュ 黄金のピポヘル・ウッキーバトル（2002年）
- MOUSE （2003年）
- 絶体絶命でんぢゃらすじーさん（2003年 - 2005年）
- ゾイドフューザーズ（2004年、総監督）※第16話より

### 絵コンテ・演出など
- ルパン三世 PARTIII（1984年 - 1985年、制作進行）
- ペンギンズ・メモリー 幸福物語（1985年、演出助手）
- メイプルタウン物語（1986年、絵コンテ・演出）
- 11人いる!（1986年、演出助手）
- めぞん一刻（1987年、演出）
- 哭きの竜（1988年 - 1990年、演出）
- 海の闇、月の影（1989年、演出）
- ニューイヤー星調査行（1990年、演出）
- ポストの中の明日（1990年、演出）
- 神州魑魅変（1988年 - 1989年、絵コンテ・演出）
- 楽しいムーミン一家（1990年 - 1991年、絵コンテ・演出）
- 幽☆遊☆白書 （1992年 - 1994年、絵コンテ・演出）※山口よりふさ名義
- 姫ちゃんのリボン （1993年、絵コンテ・演出）
- 剣勇伝説YAIBA （1993年、絵コンテ・演出）
- KEY THE METAL IDOL （1994年、絵コンテ・演出）
- NINKU -忍空-（1995年、絵コンテ・演出）
- 機動戦士Vガンダム （1995年、絵コンテ）
- みどりのマキバオー （1996年、絵コンテ・演出）
- 学級王ヤマザキ （1997年 - 1998年、演出）
- サクラ大戦 桜華絢爛 （1997年、演出）
- マスターモスキートン （1997年、演出）
- BURN-UP EXCESS （1998年、演出）
- カードキャプターさくら  （1998年 - 2000年、絵コンテ・演出）
- BREAK-AGE （1999年、演出）
- 銀河英雄伝説外伝 螺旋迷宮（1999年、演出）
- へっぽこ実験アニメーション エクセル♥サーガ（2000年、絵コンテ）
- 劇場版カードキャプターさくら 封印されたカード（2000年、演出協力）
- ちっちゃな雪使いシュガー （2001年、演出）
- ギャラクシーエンジェル（2002年、絵コンテ・演出）
- まほろまてぃっく（2002年、絵コンテ・演出）
- G-onらいだーす （2002年、演出）
- わがまま☆フェアリー ミルモでポン! （2002年、演出）
- 電光超特急ヒカリアン（2002年、演出）
- ゾイドフューザーズ （2004年、CGディレクター）※第16話から総監督
- ゾイドジェネシス （2005年 - 2006年、アニメーションプロデューサー）
- おねがいマイメロディ 〜くるくるシャッフル!〜 （2006 - 2007年、絵コンテ・演出）※みなみはるか名義
- きらりん☆レボリューション （2006年、絵コンテ・演出）※みなみはるか名義
- おねがいマイメロディ すっきり♪ （2007年 - 2008年、絵コンテ・演出）※みなみはるか名義
- PRISM ARK （2007年、絵コンテ・演出）
- 奏光のストレイン （2007年、演出）
- ドージンワーク （2007年、絵コンテ・演出）
- 天元突破グレンラガン （2007年、演出）
- ウルトラヴァイオレット:コード044（2008年、演出）
- GUNSLINGER GIRL -IL TEATRINO- （2008年、演出）
- 鉄腕バーディー DECODE （2008年、絵コンテ）
- 喰霊-零- （2008年、演出）
- 源氏物語千年紀 Genji （2009年、演出）
- スキップ・ビート!（2009年、演出）
- TYTANIA -タイタニア- （2009年、演出）
- みなみけ おかえり （2009年、演出）
- かなめも （2009年、絵コンテ・演出）※みなみはるか名義
- 11eyes （2009年、演出）
- 夢色パティシエール （2009年、演出）
- れでぃ×ばと! （2010年、絵コンテ）※みなみはるか名義
- 緋弾のアリア （2011年、演出）
- バカとテストと召喚獣にっ! （2011年、演出）
- 魔乳秘剣帖 （2011年、演出）
- C3 -シーキューブ- （2011年、演出）
- BRAVE10 （2012年、演出）
- 灼眼のシャナIII（Final） （2012年、演出）
- 黄昏乙女×アムネジア （2012年、演出）
- ダンボール戦機W （2012年、演出）
- イナズマイレブンGO クロノ・ストーン （2012年、歴史参考）
- ココロコネクト （2012年、演出）
- お兄ちゃんだけど愛さえあれば関係ないよねっ （2012年、演出）
- ポケットモンスター ベストウイッシュ シーズン2 デコロラアドベンチャー （2013年、演出）
- 銀河機攻隊 マジェスティックプリンス （2013年、演出）
- Fate/kaleid liner プリズマ☆イリヤ （2013年、演出）
- ロウきゅーぶ!SS （2013年、演出）
- 遊☆戯☆王ZEXAL II （2013年、演出）
- BLAZBLUE Alter Memory （2013年、演出）
- ポケットモンスター XY （2014年、演出）
- 金色のコルダ Blue♪Sky （2014年、演出）
- ヤング ブラック・ジャック（2015年、演出）
- ステラのまほう（2016年、演出）
- CHAOS;CHILD（2017年、演出）
- カブキブ!（2017年、演出）
- TSUKIPRO THE ANIMATION（2017年、演出）
- 妹さえいればいい。（2017年、演出）
- だがしかし2（2018年、演出）
- 覇穹 封神演義（2018年、演出）
- PERSONA5 the Animation（2018年、演出）
- イナズマイレブン アレスの天秤（2018年、演出）
- イナズマイレブン オリオンの刻印（2018年 - 2019年、演出）
- 逆転裁判 〜その「真実」、異議あり!〜 Season2（2018年、演出）
- 五等分の花嫁（2019年、演出）
- サークレット・プリンセス（2019年、演出）
- 名探偵コナン（2019年・2020年、演出）
- ロード・エルメロイII世の事件簿 -魔眼蒐集列車 Grace note-（2019年、演出）
- ナカノヒトゲノム【実況中】（2019年、演出）
- MUTEKING THE Dancing HERO（2021年、演出）

### 漫画作品
- ドラゴンエフェクト 坂本龍馬異聞 （2011年 - 2013年、月刊ヒーローズ、シリーズ構成・脚本） - 共同脚本：山科清春、作画：K STORM、監修・キャラクターデザイン：池上遼一